# Wahlkreis Catania (Camera dei deputati)
Der Wahlkreis Catania ist seit 2017 ein Wahlkreis (italienisch collegio elettorale) für die Wahl der Abgeordnetenkammer.

## Von 2017 bis 2020

### Wahlkreisgebiet
Der Wahlkreis umfasste die Gemeinde Catania.

### Wahlergebnisse

#### Parlamentswahl 2018
| Kandidaten               | Kandidaten                        | Stimmen | %    | Listen                               | Stimmen | %    |
| ------------------------ | --------------------------------- | ------- | ---- | ------------------------------------ | ------- | ---- |
|                          | Maria Laura Paxiagewählt          | 67.712  | 47,6 | Movimento 5 Stelle                   | 67.712  | 47,6 |
|                          | Manlio Messina                    | 46.477  | 32,7 | Forza Italia                         | 31.033  | 21,8 |
| Lega per Salvini Premier | Manlio Messina                    | 46.477  | 32,7 | 6.774                                | 4,8     |      |
| Fratelli d’Italia        | Manlio Messina                    | 46.477  | 32,7 | 6.615                                | 4,6     |      |
| Noi con l’Italia – UDC   | Manlio Messina                    | 46.477  | 32,7 | 2.055                                | 1,4     |      |
|                          | Giuseppe Berretta                 | 19.299  | 13,6 | Partito Democratico                  | 16.644  | 11,7 |
| +Europa                  | Giuseppe Berretta                 | 19.299  | 13,6 | 1.894                                | 1,3     |      |
| Italia Europa Insieme    | Giuseppe Berretta                 | 19.299  | 13,6 | 424                                  | 0,3     |      |
| Civica Popolare          | Giuseppe Berretta                 | 19.299  | 13,6 | 337                                  | 0,2     |      |
|                          | Maria Chiaramonte                 | 3.534   | 2,5  | Liberi e Uguali                      | 3.534   | 2,5  |
|                          | Pietro Vincenzo Salvatore Mancuso | 1.488   | 1,0  | Potere al Popolo!                    | 1.488   | 1,0  |
|                          | Francesca Rizzotto                | 1.195   | 0,8  | Il Popolo della Famiglia             | 1.195   | 0,8  |
|                          | Pierluigi Reale                   | 1.156   | 0,8  | CasaPound Italia                     | 1.156   | 0,8  |
|                          | Giuseppe Manoli                   | 542     | 0,4  | Italia agli Italiani (FN – FT)       | 542     | 0,4  |
|                          | Emanuele Feltri                   | 457     | 0,3  | Partito Comunista                    | 457     | 0,3  |
|                          | Giovanna Alessandra Santoro       | 248     | 0,2  | Partito Valore Umano                 | 248     | 0,2  |
|                          | Rosa Emilia Carmela Zappulla      | 195     | 0,1  | Lista del Popolo per la Costituzione | 195     | 0,1  |
| Gesamt                   | Gesamt                            | 142.303 | 100  |                                      | 142.303 | 100  |
|                          |                                   |         |      |                                      |         |      |
| Ungültige Stimmen        | Ungültige Stimmen                 | 5.686   | 3,8  |                                      |         |      |
| Wähler                   | Wähler                            | 147.989 | 59,8 |                                      |         |      |
| Wahlberechtigte          | Wahlberechtigte                   | 247.576 |      |                                      |         |      |
|                          |                                   |         |      |                                      |         |      |
| Quelle: Innenministerium |                                   |         |      |                                      |         |      |

## Seit 2020

### Wahlkreisgebiet
| Wahlkreise – Camera dei deputati – Autonome Region Sizilien | Wahlkreise – Camera dei deputati – Autonome Region Sizilien | Wahlkreise – Camera dei deputati – Autonome Region Sizilien                                                                                   |
| Provinz                                                     | Provinz                                                     | Gemeinden nach Provinzen ⮞ Wahlkreis |
| ----------------------------------------------------------- | ----------------------------------------------------------- | --- |
|                                                             | Metropolitanstadt Catania (58 Gemeinden)                    | 9 ⮞ Wahlkreis Catania 34 ⮞ Wahlkreis Acireale 15 ⮞ Wahlkreis Ragusa                                                                           |
|                                                             | Metropolitanstadt Messina (108 Gemeinden)                   | 48 ⮞ Wahlkreis Messina 60 ⮞ Wahlkreis Barcellona Pozzo di Gotto                                                                               |
|                                                             | Metropolitanstadt Palermo (82 Gemeinden)                    | 1 + Teil Palermos ⮞ Wahlkreis Palermo – Settecannoli 21 + Teil Palermos ⮞ Wahlkreis Palermo – Resuttana – San Lorenzo 59 ⮞ Wahlkreis Bagheria |
|                                                             | Provinz Agrigent (43 Gemeinden)                             | 36 ⮞ Wahlkreis Agrigent 7 ⮞ Wahlkreis Gela |
|                                                             | Provinz Caltanissetta (22 Gemeinden)                        | 21 ⮞ Wahlkreis Gela 1 ⮞ Wahlkreis Ragusa |
|                                                             | Provinz Enna (20 Gemeinden)                                 | alle ⮞ Wahlkreis Barcellona Pozzo di Gotto |
|                                                             | Provinz Ragusa (12 Gemeinden)                               | alle ⮞ Wahlkreis Ragusa |
|                                                             | Provinz Syrakus (21 Gemeinden)                              | alle ⮞ Wahlkreis Syrakus |
|                                                             | Provinz Trapani (24 Gemeinden)                              | alle ⮞ Wahlkreis Marsala |

Der Wahlkreis umfasst 9 Gemeinden der Metropolitanstadt Catania (Camporotondo Etneo, Catania, Gravina di Catania, Mascalucia, Misterbianco, Motta Sant’Anastasia, San Pietro Clarenza, Sant’Agata li Battiati und Tremestieri Etneo).

### Wahlergebnisse

#### Parlamentswahl 2022
| Kandidaten                          | Kandidaten                          | Stimmen | %    | Listen                                                  | Stimmen | %    |
| ----------------------------------- | ----------------------------------- | ------- | ---- | ------------------------------------------------------- | ------- | ---- |
|                                     | Valeria Carmela Maria Sudanogewählt | 71.123  | 36,1 | Fratelli d’Italia                                       | 39.372  | 20,0 |
| Forza Italia                        | Valeria Carmela Maria Sudanogewählt | 71.123  | 36,1 | 19.059                                                  | 9,7     |      |
| Lega per Salvini Premier            | Valeria Carmela Maria Sudanogewählt | 71.123  | 36,1 | 11.764                                                  | 6,0     |      |
| Noi Moderati                        | Valeria Carmela Maria Sudanogewählt | 71.123  | 36,1 | 928                                                     | 0,5     |      |
|                                     | Luciano Cantone                     | 62.566  | 31,7 | Movimento 5 Stelle                                      | 62.566  | 31,7 |
|                                     | Emiliano Abramo                     | 30.396  | 15,4 | Partito Democratico – Italia Democratica e Progressista | 20.116  | 10,2 |
| Alleanza Verdi e Sinistra           | Emiliano Abramo                     | 30.396  | 15,4 | 5.021                                                   | 2,5     |      |
| +Europa                             | Emiliano Abramo                     | 30.396  | 15,4 | 3.868                                                   | 2,0     |      |
| Impegno Civico – Centro Democratico | Emiliano Abramo                     | 30.396  | 15,4 | 1.391                                                   | 0,7     |      |
|                                     | Ludovico Balsamo                    | 14.958  | 7,6  | Sud chiama Nord                                         | 14.958  | 7,6  |
|                                     | Vincenza Biagia Ciraldo             | 8.743   | 4,4  | Azione – Italia Viva                                    | 8.743   | 4,4  |
|                                     | Luigi Savoca                        | 3.503   | 1,8  | Italexit per l’Italia                                   | 3.503   | 1,8  |
|                                     | Damiano Francesco Cuce              | 2.418   | 1,2  | Unione Popolare                                         | 2.418   | 1,2  |
|                                     | Daniela Costanzo                    | 2.145   | 1,1  | Italia Sovrana e Popolare                               | 2.145   | 1,1  |
|                                     | Anna Gaetana Strano                 | 1.329   | 0,7  | Vita                                                    | 1.329   | 0,7  |
| Gesamt                              | Gesamt                              | 197.181 | 100  |                                                         | 197.181 | 100  |
|                                     |                                     |         |      |                                                         |         |      |
| Ungültige Stimmen                   | Ungültige Stimmen                   | 14.560  | 6,9  |                                                         |         |      |
| Wähler                              | Wähler                              | 211.741 | 57,0 |                                                         |         |      |
| Wahlberechtigte                     | Wahlberechtigte                     | 371.375 |      |                                                         |         |      |
|                                     |                                     |         |      |                                                         |         |      |
| Quelle: Innenministerium            |                                     |         |      |                                                         |         |      |